# 보석사
보석사(寶石寺)는 충청남도 금산군 남이면의 진악산 기슭에 있으며 대한불교조계종 소속 사찰이다.
일제강점기에는 31본산 중 하나였으나 조계종에서는 제6교구 본사인 마곡사의 말사로 편성되어 있다. 당시에는 금산군이 전라북도에 속해 있어 전북 지역의 여러 말사를 관리했다. 규모는 그다지 크지 않다. 금산에서 진안 방향으로 가는 길에 있고 일주문에 들어서면 운치 있는 전나무 길이 나온다. 절 안에는 충청남도 유형문화재인 대웅전과 승병장 영규가 머물던 의선각이 남아 있다.
남북국 시대 헌강왕 11년인 886년에 세워진 것으로 전해진다. 창건자는 조구이며, 산에서 금을 캐어 불상을 만들고 봉헌했기 때문에 보석사라고 명명했다는 일화가 있다. 지금의 대웅전 건물은 임진왜란 중에 소실된 것을 대한제국 고종때 명성황후가 다시 짓도록 한 것이다. 명성황후는 이 절을 중창해 왕실의 원당으로 지정했다.
대한민국의 천연기념물로 지정된 금산 보석사 은행나무가 유명하다. 이 은행나무는 나라에 큰 일이 있을 때 울음소리를 낸다는 전설이 있다.

## 같이 보기
- 진악산
- 보석사 대웅전 - 충청남도 유형문화재 143호
- 금산 보석사 목조석가여래삼존좌상 - 충청남도 유형문화재 214호
- 금산 보석사 은행나무 - 대한민국 천연기념물 제365호